# Daning He (vattendrag i Kina, Chongqing)
Daning He (kinesiska: 大宁河) är ett vattendrag i Kina. Det ligger i storstadsområdet Chongqing, i den sydvästra delen av landet, omkring 360 kilometer nordost om det centrala stadsdistriktet Yuzhong.
Genomsnittlig årsnederbörd är 1 354 millimeter. Den regnigaste månaden är september, med i genomsnitt 233 mm nederbörd, och den torraste är december, med 13 mm nederbörd.